# 세레즈카야땃쥐
세레즈카야땃쥐(Crocidura serezkyensis) 또는 작은바위땃쥐(영어명: Lesser rock shrew)는 땃쥐과에 속하는 포유류의 일종이다. 아제르바이잔과 카자흐스탄, 타지키스탄 그리고 터키에서 발견된다.